# Бали (индуизм)
Ба́ли, также Махаба́ли (IAST: Mahābalī, санскр. महाबली), Бали Чакраварти (санскр. — букв.: «Бали, поворачивающий Колесо (Закона)», Чакраварти — обычный титул правителя в древней Индии), — в индийской мифологии царь (махараджа) асуров, герой пуранической литературы индуизма, внук Прахлады и потомок Дити.
Отцом Бали был сын Прахлады Вирочана, а матерью — Девамба. Воспитанием Бали занимался его дед Прахлада, прививший ребёнку дух праведности и бхакти.
В период правления Бали кругом царили мир и процветание. Бали взял под свой контроль не только всю землю, но и райские миры («планеты»).
Побеждённые девы обратились за помощью к Вишну, который пообещал вернуть им власть над небесами. По совету гуру асуров Шукрачарьи, Бали решил провести жертвоприношение ашвамедха. В ходе ашвамедхи, Вишну принял облик мальчика-карлика Ваманы и, явившись перед Бали, попросил у него кусок земли размером в три шага. Бали, несмотря на предостережения Шукрачарьи, согласился выполнить желание Ваманы. Тут Вамана начал расти, непомерно увеличившись в своих размерах и за два шага покрыл всю Землю, небо, небесные планеты и остальную часть вселенной (сделав второй шаг, Вамана пробил оболочку вселенной, откуда во вселенную просочилась капля Причинного океана. Эта капля в виде энергии разлилась по высшим планетным системам, а на земле превратилась в священную Гангу). Третий шаг сделать было некуда и Бали предложил для этого свою голову. В награду Вамана сделал Бали владыкой Паталы (низшего из миров или «планетарных систем»).
От прикосновения стопы Вишну Бали стал вайшнавом и его с тех пор почитают как одного из махаджан, великих святых личностей. Описывается, что у Бали было сто сыновей, старшим из которых был Бана.
В честь Бали назван астероид (770) Бали, открытый в 1913 году.